# Takumi Tokiha
Personaje de la serie de anime y manga "Mai Hime" y "Mai Otome". 
Él y su hermana Mai Tokiha reciben una prestigiosa beca en el instituto Fuuka Garden. En ella, Takumi es emparejado con Okuzaki Akira. Al principio, Takumi piensa que Akira es un hombre, pero sin embargo es una mujer, debido a que su padre se lo pidió. Al principio Akira se siente muy reacia hacia él, pero cuando Takumi descubre que en realidad es una mujer empieza a despertar sentimientos de amor hacia Akira. Sin embargo, este hecho tiene muy preocupada a su hermana, Mai, la cual piensa que su hermano menor está enamarado de un hombre.
Takumi heredó los rasgos culinarios de su hermana. Es un magnífico artista. Además es muy preocupado, y siempre intentara hacer lo mejor de si. Sin embargo, tiene una enfermedad en su corazón, por lo tanto debe tomarse unas pastillitas. Sin embargo, se va a operarse junto con Akira. Avanzada ya la serie de Mai Hime Takumi se da cuenta de que ha sido un estorbo para su hermana, la cual lleva cuidándole desde la muerte de su madre.

## Trascendencia en las series
En Mai Hime Takumi muere a manos de Mikoto, lo cual se creía, hasta que en el capítulo 23(Aijou to yūtō, hijō (愛情と友情、非情) Amor y amistad, sin sentido), se sabe que Shiho es una HiME, y le declara que ella fue la que mató a Takumi, porque Yuicchi solo quería a Mai. Por lo tanto, al morir el child de una Hime, su persona más querida muere también. Sin embargo, Takumi revive, y se va a hacer la ya nombrada operación. No es que tenga un papel muy importante, pero sin embargo su presencia se notara a lo largo de la serie. Sin embargo, en el manga, Takumi apenas aparecerá, debido a que se pasa la mayor parte de su tiempo en el hospital.
En Mai Otome Takumi es el príncipe de Zipang, el cual viaja junto con Akira, quien le protege, aparentemente no tiene una otome, o eso es lo que le dice Akira a Arika . Akira se disfraza de Takumi, mientras que este se queda en los "suburbios", donde conoce a Mashiro, la reina de Windbloom. Sin embargo, al contrario que en el Hime, Takumi apenas aparecerá (2 capítulos) y su transcendencia no será muy grande. En el manga prácticamente no aparece, por lo tanto no tiene una función determinada
- Datos: Q7678590